# 唐山县 (河北省)
唐山县，中国邢台历史上的一个古县名，在今邢台市隆尧县境内。
唐山县是隆尧县的前身。1947年，并尧山县与隆平县为隆尧县，治隆尧镇，属河北省邢台市。西部尧山县曾用名唐山县，民国14年（1925年），政府欲升京东唐山镇为唐山市，因邢台唐山县与唐山镇重名，故此又恢复尧山县旧名。尧山县在金朝时改唐山县，因避金世宗完颜宗尧之讳。
尧山县得名于境内的尧山，据《尚书·舜典》，尧山为帝尧所封，也是纳虞舜之处 。尧山之北峰称宣务山，古称虚无山、大麓，成语”大麓弗迷“乃发生于此，《尚书·舜典》：纳于大麓﹐烈风雷雨弗迷。 
1. ↑  《尚书·舜典》：纳于大麓﹐烈风雷雨弗迷。
2. ↑  《唐山县志》：大麓弗迷，尧之所以试舜也，宣务山为大麓，……以此山为舜纳于大麓之迹。